# Festen - Festa in famiglia
Festen - Festa in famiglia (Festen) è un film del 1998 scritto e diretto da Thomas Vinterberg, vincitore del premio della giuria al 51º Festival di Cannes.
È il primo film aderente al manifesto Dogma 95, anche se è uscito contemporaneamente a Idioti di Lars von Trier.
Il film infrange una delle regole del manifesto, che vuole che tutto sia naturale e di proprietà degli attori, in quanto un abito è stato acquistato apposta per il film; il regista, tuttavia, dichiara la violazione all'inizio del film.

## Trama
La famiglia Klingenfeldt, magnati dell'acciaio, si riunisce al completo in una villa lussuosa per festeggiare il sessantesimo compleanno del capostipite, Helge.
È presente anche Michael, il figlio minore, collerico e incline all'alcool, che non era stato invitato, insieme alla moglie e i figli.
L'atmosfera è subito molto tesa, nonostante gli sforzi collettivi di mostrare familiarità e calore.
Durante la cena Christian, il primogenito, viene invitato a proporre un brindisi; si alza e ringrazia, propone di brindare al padre, e invece del discorso d'elogio che tutti s'aspettavano, dichiara che, quando erano bambini, per anni il padre ha abusato di lui e della sorella Linda, morta suicida l'anno prima.
I presenti gelano, ma solo per pochi secondi: presto uno dopo l'altro si sforzano di far finta di niente e di prendere le parole di Christian come uno scherzo di cattivo gusto; la cena prosegue tra sorrisi un po' tirati, barzellette surreali e brindisi sollecitati in continuazione dal maestro di cerimonie.
Poco dopo, Christian si alza nuovamente, prende la parola per scusarsi, ma invece di scusarsi accusa il padre di essere la causa del suicidio di Linda. Poi accusa la madre di aver visto il padre abusare di lui e della sorella, ma di aver fatto finta di niente.
Stavolta tutti esplodono di sdegno verso Christian, che viene cacciato di casa dal fratello Michael e dagli altri parenti, poi malmenato e abbandonato in un bosco legato ad un albero. Dopo essere riuscito a liberarsi rientra nella villa, tutti lo giudicano pazzo e lo evitano, ma poi viene trovata una lettera di Linda che conferma in pieno le accuse di Christian verso il padre.
Col trascorrere della serata cade la parvenza di cordialità tra i presenti, in un crescendo di accuse e baruffe, ipotesi e ricordi. Michael, ubriaco, raggiunge la stanza del padre e, in preda ai fumi dell'alcool, lo pesta brutalmente.
Al mattino, quando tutti si ritrovano per fare colazione, Helge confessa e avvisa gli attoniti ospiti che quella sarà l'ultima volta che lo vedranno. Christian, finalmente liberato dall'enorme peso, in una sorta di pace interiore ritrovata, invita la dolce cameriera segretamente innamorata di lui a seguirlo a Parigi.

## Riconoscimenti
- 1999 - Golden Globe
  - Candidatura Miglior film straniero
- 2000 - Premio BAFTA
  - Candidatura Miglior film non in lingua inglese a Birgitte Hald e Thomas Vinterberg
- 1998 - Boston Society of Film Critics Awards
  - Candidatura Miglior film in lingua straniera
- 1998 - Festival di Cannes
  - Premio della giuria a Thomas Vinterberg
  - Candidatura Palma d'oro a Thomas Vinterberg
- 1999 - Premio César
  - Candidatura Miglior film straniero a Thomas Vinterberg
- 1998 - Chicago Film Critics Association Award
  - Candidatura Miglior film in lingua straniera a Thomas Vinterberg
- 1998 - European Film Awards
  - Prix Fassbinder per la miglior rivelazione a Thomas Vinterberg
  - Candidatura Miglior film a Birgitte Hald
  - Candidatura Miglior attore a Ulrich Thomsen
- 1999 - Satellite Award
  - Candidatura Miglior film in lingua straniera a Thomas Vinterberg
- 1999 - Guldbagge
  - Miglior film straniero
- 1999 - Independent Spirit Awards
  - Miglior film straniero a Thomas Vinterberg
- 1998 - Los Angeles Film Critics Association Award
  - Miglior film in lingua straniera a Thomas Vinterberg
- 1998 - New York Film Critics Circle Award
  - Miglior film in lingua straniera
- 1999 - Premio Robert
  - Miglior film
  - Miglior attore protagonista a Ulrich Thomsen
  - Miglior attore non protagonista a Thomas Bo Larsen
  - Miglior attrice non protagonista a Birthe Neumann
  - Miglior sceneggiatura a Thomas Vinterberg e Mogens Rukov
  - Miglior fotografia a Anthony Dod Mantle
  - Miglior montaggio a Valdís Óskarsdóttir
- 1999 - British Independent Film Awards
  - Candidatura Miglior film indipendente straniero in lingua straniera
- 1999 - National Society of Film Critics Awards
  - Candidatura Miglior film in lingua straniera
- 1999 - Premio Amanda
  - Candidatura Miglior film straniero a Thomas Vinterberg
- 1998 - Premio Amanda
  - Candidatura Miglior film nordico a Thomas Vinterberg
- 1999 - Premio Bodil
  - Miglior film a Thomas Vinterberg
  - Miglior attore a Ulrich Thomsen
- 1998 - Camerimage
  - Candidatura Rana d'oro a Anthony Dod Mantle
- 1998 - Chicago International Film Festival
  - Candidatura Concorso opere prime e seconde a Thomas Vinterberg
- 2000 - Csapnivaló Awards
  - Miglior film a basso costo
- 1999 - Online Film Critics Society Awards
  - Candidatura Miglior film straniero
- 1999 - International Film Festival Rotterdam
  - Premio del Pubblico a Thomas Vinterberg
- 1999 - Southeastern Film Critics Association Awards
  - Candidatura Miglior film straniero
- 1998 - São Paulo International Film Festival
  - Premio Internazionale della Giuria a Thomas Vinterberg
- 1998 - Tallinn Black Nights Film Festival
  - Premio della Critica estone a Thomas Vinterberg
- 1999 - SESC Film Festival
  - Miglior film straniero a Thomas Vinterberg
  - Miglior regista straniero a Thomas Vinterberg
- 2000 - Argentinean Film Critics Association Awards
  - Candidatura Miglior film straniero a Thomas Vinterberg
- 1999 - Canberra Short Film Festival
  - Premio del Pubblico a Thomas Vinterberg
- 2000 - Cinema Brazil Grand Prize
  - Candidatura Miglior film straniero a Thomas Vinterberg
- 1998 - Gijón International Film Festival
  - Miglior regia a Thomas Vinterberg
  - Candidatura Grand Premio Asturias per il miglior film a Thomas Vinterberg
- 1998 - Lübeck Nordic Film Days
  - Premio Baltic per il miglior film nordico a Thomas Vinterberg
  - Premio della Giuria Ecumenica a Thomas Vinterberg
  - Premio del Pubblico a Thomas Vinterberg
- 1999 - Norwegian International Film Festival
  - Miglior film straniero a Thomas Vinterberg
- 1998 - Toronto Film Critics Association Awards
  - Candidatura Miglior film
- 1999 - Online Film & Television Association
  - Candidatura Miglior film straniero
- 2000 - Grand prix de l'Union de la critique de cinéma
  - Gran Premio
- 1998 - Awards Circuit Community Awards
  - Candidatura Miglior film straniero